# Hiệp định Thương mại tự do EU-Canada
Hiệp định Thương mại tự do EU-Canada (CETA) là một thỏa thuận thương mại tự do đề xuất giữa Canada và Liên minh châu Âu. CETA đã được đàm phán từ năm 2009 và đã được ký kết trong tháng 8 năm 2014, Hiệp định này còn cần được sự hợp thức hóa của Nghị viện châu Âu và Hội đồng Liên minh châu Âu và nó phải được phê chuẩn bởi Quốc hội Canada. Nếu được chấp thuận, Hiệp định này sẽ loại bỏ 98% thuế quan giữa hai bên. Nó cũng được coi là một trường hợp thử nghiệm cho Hiệp định thương mại tự do xuyên Đại Tây Dương (TTIP / TAFTA) và gây nhiều tranh cãi trong các phần, đặc biệt là việc bảo vệ các khoản đầu tư, mà sẽ cho phép các công ty, với tình trạng pháp lý thay đổi của các quốc gia, đòi bồi thiệt hại (giải quyết tranh chấp giữa nhà đầu tư và quốc gia).
Hiện vẫn chưa rõ liệu các quyết định của quốc hội quốc gia các nước thành viên EU là cần thiết. Theo quan điểm của Ủy ban châu Âu hiệp định thuộc thẩm quyền của EU và CETA do đó không cần phải được phê chuẩn bởi các nước thành viên. Các Bộ trưởng thương mại của EU, dịch vụ khoa học của Quốc hội Đức  cũng như Bộ Liên bang Đức về các vấn đề kinh tế và năng lượng  không đồng ý với quan điểm này với lý do, có các phần của Hiệp định thuộc thẩm quyền của các nước thành viên, đó là lý do tại sao nó được gọi là một hiệp định hỗn hợp mà người ký hợp đồng bên cạnh EU, cũng phải là các nước thành viên.

## Nội dung

### Hủy bỏ rào cản thương mại
Theo Ủy ban EU, Hiệp định loại bỏ " hơn 99 %" thuế quan. Tiêu chuẩn và quy định (được gọi là các hàng rào phi thuế quan) phải được công nhận lẫn nhau hoặc điều chỉnh, việc này có một tác động tích cực cho ngành công nghiệp ô tô. Trong việc ủy nhiệm các công việc công cộng của tất cả các cấp chính quyền, cả các công ty châu Âu cũng có thể nộp đơn ở Canada. Việc các công ty đưa nhân viên sang nước đối tác làm việc tạm thời sẽ trở nên dễ dàng hơn, và trình độ chuyên môn nên được công nhận lẫn nhau. Dưới khẩu hiệu "phát triển bền vững", ngoài ra quyền lợi môi trường và xã hội nên được chú trọng.

### Nông nghiệp và Thủy sản
Xuất khẩu nông sản của EU sang Canada lên đến 2,9 tỉ euro cho mỗi năm, do đó EU có thặng dư thương mại với Canada. Hầu như tất cả các thuế đánh vào các sản phẩm nông nghiệp sẽ được loại bỏ, và ngay cả việc thương mại với cái gọi là "sản phẩm nhạy cảm", nhất là việc xuất khẩu các sản phẩm sữa sang Canada và nhập khẩu thịt lợn và thịt bò vào EU cần được mở rộng. Lãnh vực rượu vang và rượu mạnh là một phần quan trọng trong xuất khẩu sang Canada và dự kiến sẽ tăng trưởng nhờ Hiệp định. Cá từ Canada sẽ vào thị trường châu Âu dễ dàng hơn và việc kiểm soát ngành đánh cá nên được cải thiện. Chỉ dẫn địa lý đối với thực phẩm từ EU nhờ Hiệp định được bảo vệ ở Canada.
Chỉ trích ở đây đề cập đến các tiêu chuẩn sản xuất và các quy định khác nhau của EU và Canada. Chẳng hạn như gia súc ở Canada có thể được điều trị bằng hormone, còn ở EU thì không, dẫn đến sự lo sợ rằng thịt cho đến nay không được chấp thuận có thể được bán trên thị trường châu Âu. Cả hai bên đều cố bảo vệ nông dân trong nước của họ, vì vậy thậm chí còn hạn ngạch xuất khẩu trong khi đàm phán theo một tờ báo.

### Bảo vệ tài sản trí tuệ
Hiệp định này cũng để cải thiện việc bảo vệ sở hữu trí tuệ liên quan đến bằng sáng chế, nhãn hiệu, kiểu dáng, mẫu mã và bản quyền, với những cải tiến đặc biệt trong việc bảo vệ quyền dược phẩm tại Canada và chỉ dẫn địa lý của thực phẩm được nhấn mạnh.
Trong tháng 12 năm 2009, chương về sở hữu trí tuệ từ các cuộc đàm phán CETA được biết đến  và nhiều điểm trùng hợp với ACTA (Anti-Counterfeiting Trade Agreement: Thỏa thuận chống buôn bán hàng hóa giả) được phát hiện, dẫn đến một làn sóng chỉ trích. Để đáp lại sự rò rỉ của năm 2009, Ủy ban giải thích trong tháng 10 năm 2013, việc từ khước hiệp định ACTA sẽ được Nghị viện châu Âu thảo luận trong tháng 7 năm 2012. Cụ thể, quy tắc ba lần vi phạm (Three-strikes law) và quyền được thông tin về việc xác định địa chỉ IP của người vi phạm (Điều 27.3. Và 27.4.), như trong ACTA, bị loại khỏi các cuộc đàm phán CETA. Sau một đánh giá chuyên môn được ủy nhiệm bởi đảng Xanh, phiên bản được thỏa thuận của Hiệp định không có quy định mà được lấy đặc biệt từ ACTA.

### Đầu tư và bảo vệ đầu tư
Theo Ủy ban châu Âu đầu tư từ nước ngoài nên được làm dễ dàng hơn và các nghĩa vụ bảo vệ đầu tư trong CETA nên được "hỗ trợ bởi một cơ chế hiện đại và hiệu quả để giải quyết các tranh chấp giữa các nhà đầu tư và các quốc gia.
Để bảo vệ đầu tư, Hiệp định cho phép tòa án trọng tài công cộng được công nhận, nơi quan tòa không thuộc nhà nước và có thể đưa ra quyết định bắt buộc đối với Nhà nước bị kháng cáo về việc trả tiền bồi thường thiệt hại. Các tòa án thay thế các trọng tài viên không công cộng truyền thống, với trọng tài được bổ nhiệm bởi các bên tương ứng với các tranh chấp. Nhiều hiệp định thương mại khác (thí dụ TTIP hiện thương lượng) có những điều khoản bảo hộ đầu tư và cho phép đưa ra trọng tài để giải quyết tranh chấp giữa công ty và các quốc gia, mà đã dẫn đến sự chỉ trích gay gắt TTIP. Lạm dụng hệ thống này nên được ngăn chặn tại CETA, ngoài những điều khác, bởi:

## Bối cảnh kinh tế
Theo Ủy ban EU Canada vào năm 2012 với thị phần 1,8% tổng thương mại quốc tế EU là đối tác thương mại quan trọng thứ 12 của EU. Dựa trên các số liệu của năm 2011 EU chiếm 10,4% tổng thương mại quốc tế của Canada, khiến nó trở thành đối tác thương mại quan trọng thứ hai của Canada sau Hoa Kỳ. Các thương mại song phương giữa EU và Canada trong năm 2012 lên tới € 61,8 tỷ. Xuất khẩu các sản phẩm từ EU vào Canada, chủ yếu là có máy móc thiết bị, phương tiện vân chuyển và hóa chất. Năm 2011, đầu tư của EU tại Canada lên tới khoảng 220 tỷ € và đầu tư Canada tại EU gần 140 tỷ euro.
Ủy ban châu Âu dự đoán "thương mại song phương trong hàng hóa và dịch vụ sẽ tăng lên 22,9%, tức là 25.7 tỷ euro". Việc tiết kiệm thuế cho các nhà xuất khẩu EU lên tới tổng cộng khoảng 500 triệu euro mỗi năm. Thỏa thuận này sẽ làm tăng việc làm ở châu Âu và có mức tăng trưởng lên tới 11,6 tỉ euro cho mỗi năm, trong đó 5,8 tỷ trong ngành dịch vụ.